# 117 př. n. l.

## Události
- Římané zakládají město Narbo Martius (Narbonne)

## Úmrtí
- ? – S’-ma Siang-žu, čínský učenec a básník (* 179 př. n. l.)

## Hlavy států
- Parthská říše – Mithradatés II. (124/123 – 88/87 př. n. l.)
- Egypt – Ptolemaios VIII. Euergetés II. (144 – 116 př. n. l.)
- Čína – Wu-ti (dynastie Západní Chan)